# Станиславски, Майкл
Майкл Станиславски (англ. Michael F. Stanislawski, род. 26 января 1952) — профессор еврейской истории Натана Дж. Миллера в Колумбийском университете.
Он получил степень бакалавра искусств (1973), магистра (1975), доктора философии (1979) в Гарвардском университете и работает в Колумбийском университете с 1980 года. Его диссертация «Царь Николай I и евреи: трансформация еврейского общества в России, 1825-1855» была опубликована в 1983 году.
Другие известные книги Станиславского включают «Сионизм и конец века: космополитизм и национализм от Нордау до Жаботинского» (2001), «Ради кого я работаю?: Иуда Лейб Гордон и кризис российского еврейства» (1988), «Автобиографические евреи» (2004).
Его последняя книга «Убийство в Лемберге» (2007) описывает убийство раввина-реформиста ортодоксальным евреем в украинском городе Лемберг (ныне Львов).
Станиславски считается ключевым интеллектуалом в трансформации еврейской историографии, которая «встроила повествование о евреях в контекст мысли Просвещения, национальной политики и обращения с меньшинствами в целом».

## Награды
- 1984: Национальная еврейская книжная премия в области еврейской истории за «Царь Николай I и евреи: трансформация еврейского общества в России, 1825-1855»[4]